# Тухлое Яйцо
Ту́хлое Яйцо́, или Калеба́са — протопланетарная туманность, рождающаяся из сбрасываемых оболочек красного гиганта OH231.8+4.2 (одного из компонентов двойной звезды QX Кормы, QX Puppis). Находится в созвездии Кормы. Своим названием туманность обязана наличию большого количества молекул сероводорода и диоксида серы вокруг трансформирующейся звезды. Другое название (Калебаса) получила из-за того, что формой напоминает тыкву-горлянку. По-видимому, является членом рассеянного скопления М 46. Первые детальные снимки были получены при помощи космического телескопа «Хаббл». Астрономы считают, что полностью развитая планетарная туманность образуется примерно через 1000 лет. 
Центральная звезда туманности (QX Pup) является двойной звездой. Одна из компонент пары, источник туманности, является миридой — пульсирующей долгопериодической переменной, красным гигантом. Её спектральный класс M10. Вторая компонента — звезда главной последовательности со спектральным классом A. 